# Tenrec musaranya arborícola
El tenrec musaranya arborícola (Microgale dryas) és una espècie de tenrec musaranya endèmica de Madagascar. El seu hàbitat natural són els boscos humits de terres baixes tropicals o subtropicals. Està amenaçat per la pèrdua d'hàbitat. El seu nom específic, dryas, significa ‘dríada’ en llatí.